# Apaturina caeca
Apaturina caeca är en fjärilsart som beskrevs av Felix Bryk 1939. Apaturina caeca ingår i släktet Apaturina och familjen praktfjärilar. Inga underarter finns listade i Catalogue of Life.